# André le Nôtre

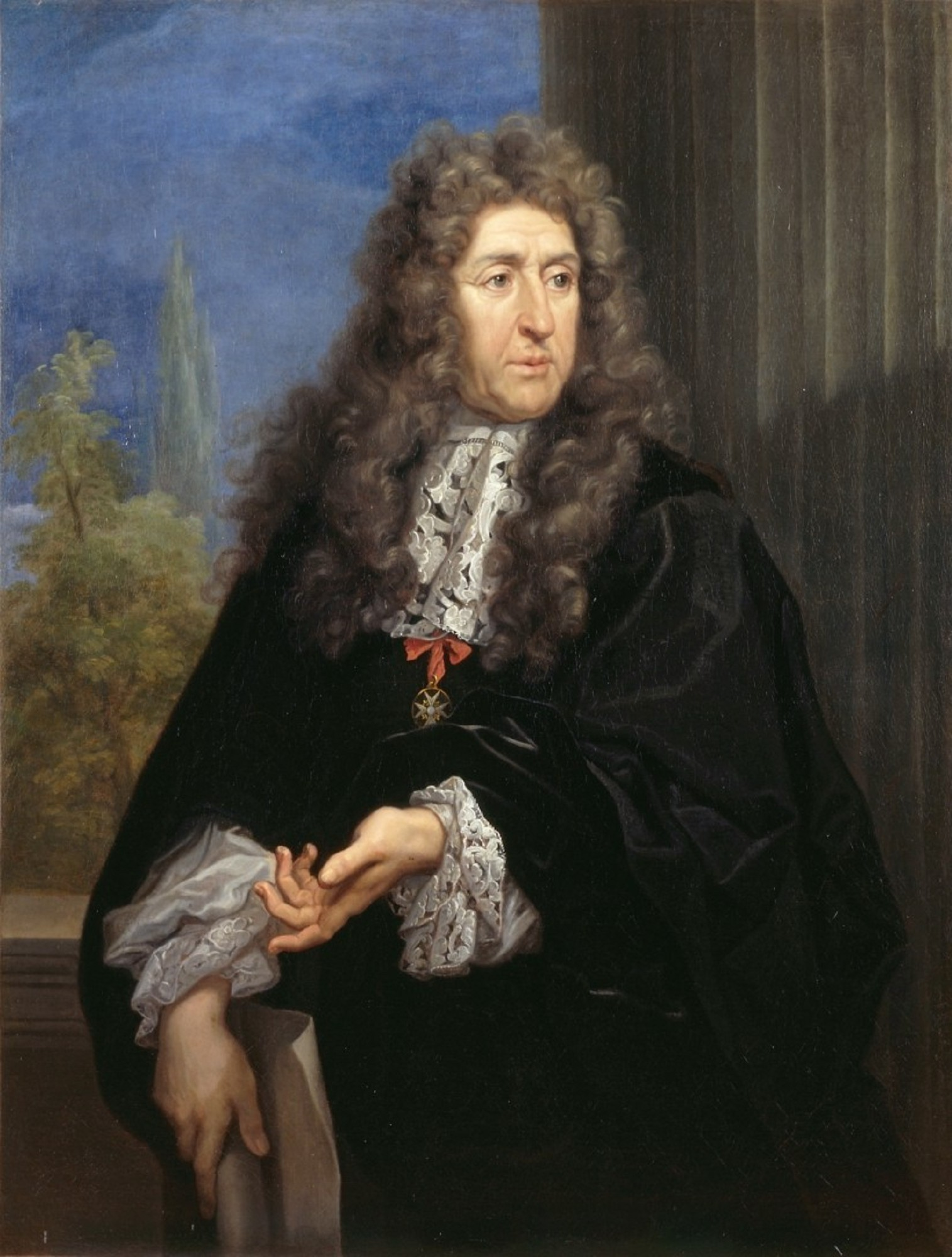
André Le Nôtre, geschilderd door Carlo Maratta, circa 1680

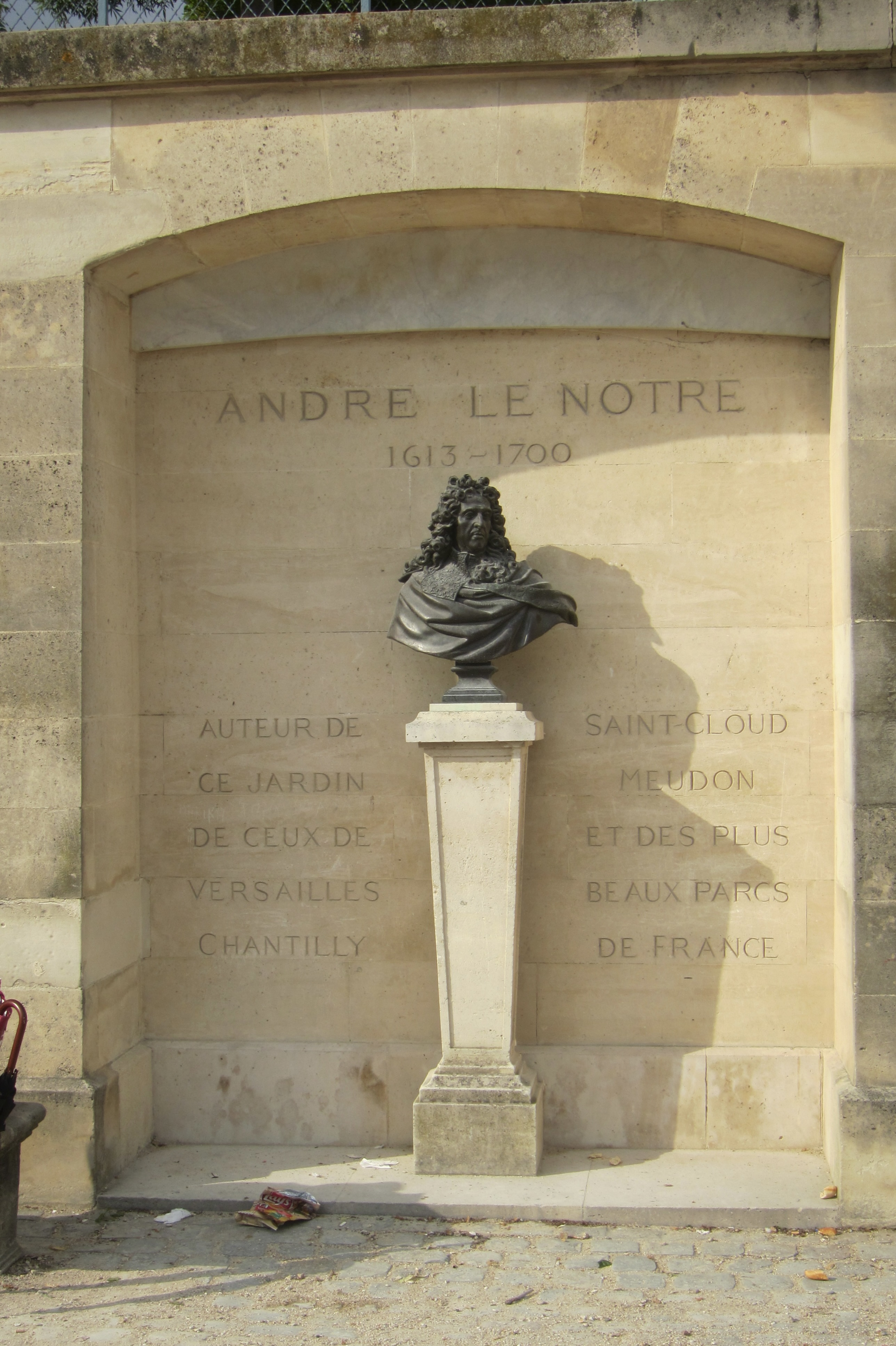
Buste van André Le Nôtre in de Tuilerieën, Parijs

André Le Nôtre (Parijs, 12 maart 1613 – aldaar, 15 september 1700) was een Frans tuin- en landschapsarchitect. Hij was van 1645 tot 1700 verantwoordelijk voor de tuinen van koning Lodewijk XIV meer bepaald de tuinen van het kasteel van Versailles.

## Leven
Le Nôtre werd geboren als zoon van Jean Le Nôtre, de tuinarchitect van Lodewijk XIII.
In 1656 kreeg hij van Nicolas Fouquet de opdracht om in de tuin van het Kasteel van Vaux-le-Vicomte de natuur te ontwerpen naar de barokke Italiaanse stijl. Le Nôtre slaagde erin om een harmonieus geheel te maken van waterpartijen, parterres, grotten en fonteinen. De tuin was minstens even geslaagd als het kasteel. Toen Lodewijk hoorde van dit natuurtalent haalde hij Le Nôtre samen met de andere architecten onmiddellijk naar Versailles, waar hij een persoonlijke vriend van Lodewijk werd. Fouquet werd gearresteerd, daags na de opening om overigens nooit meer uit gevangenschap terug te keren. Le Nôtre had in de 17e eeuw een internationale faam, en kreeg vele grote opdrachten.

## Tuinontwerp
De tuinen van Le Nôtre worden gekenmerkt door een dominantie van symmetrie en regelmatigheid, die paste in de filosofie van het absolutisme. Deze stijl staat bekend als de Franse tuin. Alles, zelfs de natuur, was onderworpen aan de almacht van de Vorst.
In 1664 kreeg hij de opdracht van Colbert om de Tuilerieën te verfraaien. Andere bekende tuinen van Le Nôtre zijn die van de kastelen van Chantilly, Saint-Germain-en-Laye, Saint-Cloud en Meudon. Ook St. James's Park in Londen werd door hem ontworpen.

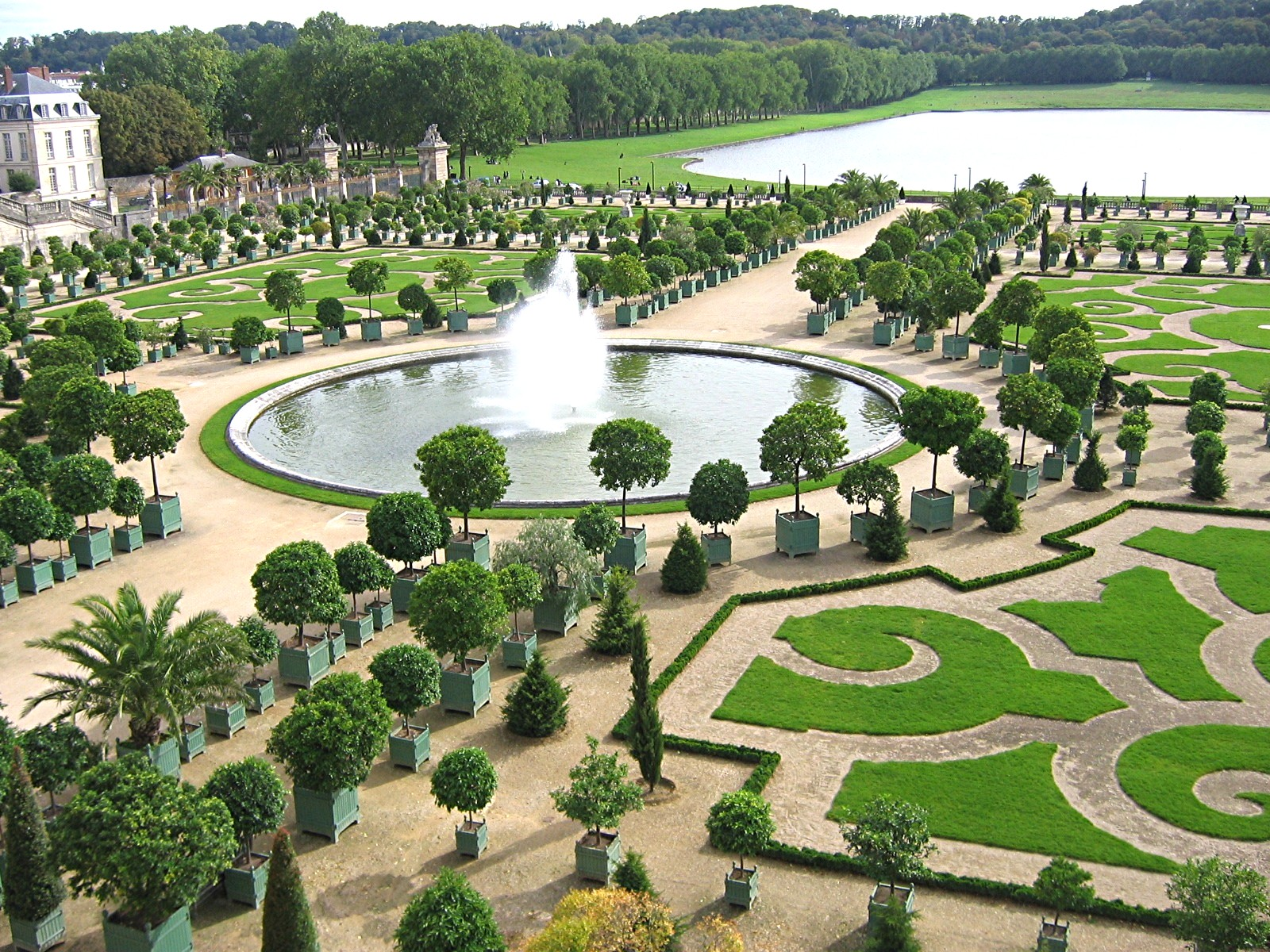
Orangerie, Versailles

- Biblioteca Nacional de España: XX4578963
- Bibliothèque nationale de France: cb11994697j (data)
- Catàleg d'autoritats de noms i títols de Catalunya: 981058614555206706
- Gemeinsame Normdatei: 118640410
- International Standard Name Identifier: 0000 0001 2131 8665
- KulturNav: 6e3fd412-0889-4fe8-988f-d7efe8656c0f
- Library of Congress Control Number: n80113060
- Nationale Bibliotheek van Tsjechië: jcu2016915840
- Nationale Bibliotheek van Israël: 987007276779105171
- Nationale Bibliotheek van Polen: a0000003190372
- Nederlandse Thesaurus van Auteursnamen: 069172676
- RKD-Nederlands Instituut voor Kunstgeschiedenis: 229798
- Istituto Centrale per il Catalogo Unico: VEAV034934
- SNAC: w6qz2k4k
- Système universitaire de documentation: 028029038
- Union List of Artist Names: 500027785
- Virtual International Authority File: 49234418
- WorldCat: E39PBJcWrBRyxWHRxR3BBjD6rq